# Консистория (католицизм)
Консисто́рия (от лат. consistorium — место собрания; совет) — в католицизме собрание кардиналов, созываемое и возглавляемое Папой Римским, а также орган церковно-административного управления при епископах в Российской империи, Германии и Австрии.

## Римская консистория

### История
Исходно консисторием назывался тайный императорский совет в Древнем Риме, занимавшийся законодательными вопросами. Первые сведения о консистории как о собрании кардиналов относятся к первой половине IX века. С XI века консистория начала заниматься всеми вопросами, касающимися веры и церковной дисциплины, а также разрешением текущих проблем внутренней и внешней политики Церковного государства. О значительной роли консистории в Средние века свидетельствует тот факт, что папа римский Александр III распорядился созывать консисторию раз в месяц, а Иннокентий III — 3 раза в неделю. Обычно консистория собиралась в одном из папских дворцов, с 1870 года — исключительно в Ватикане.
До обнародования ККП 1983 года существовало несколько разновидностей консистории: тайная или ординарная; открытая (публичная) или экстраординарная, и полуоткрытая. Тайные консистории заседали в Зале консисторий Апостольского дворца Ватикана, открытые — в соборе Святого Петра или Сикстинской капелле. В настоящее время проводятся только ординарные и экстраординарные консистории, которые собираются в Зале консисторий на 2-м этаже Апостольского дворца.

### Ординарная консистория
Ординарная консистория — собрание, на которое созываются если не все кардиналы, то, по крайней мере, присутствующие в Риме, для обсуждения отдельных важных вопросов или для ознаменования наиболее торжественных событий. 
На ординарной консистории возводятся в достоинство новые кардиналы, провозглашаются назначения новых архиепископов, епископов и прелатов, объявляется о создании новых епархий и решаются особо сложные церковные и финансовые вопросы. В начале консистории, на которой имеют право высказываться только кардиналы, папа римский произносит речь (allocutio). Ныне ординарная консистория может иметь открытый характер в тех случаях, когда она посвящена ознаменованию отдельных торжеств. На открытую ординарную консисторию допускаются члены дипломатического корпуса, аккредитованные при Святом Престоле, прелаты и делегации стран и епархий, епископы которых возводятся в достоинство кардинала. В этих случаях заседания консистории переносятся в Зал аудиенций Павла VI (Зал аудиенций).

### Экстраординарная консистория
Экстраординарная консистория — собрание всех кардиналов для рассмотрения особо важных вопросов или же если этого требуют особые нужды Церкви.